# Международный аэропорт имени Принца Саида Ибрагима
Международный аэропорт имени Принца Саида Ибрагима (фр. Aéroport international Moroni Prince Saïd Ibrahim; араб. مطار الأمير سعيد إبراهيم الدولي‎) — международный аэропорт, обслуживающий Морони, столицу Коморских островов, расположен к северу от деревни Хахайя. Назван в честь принца Саида Ибрагима Бена Али.

## Авиакомпании и направления
Примечания
Рейс Ethiopian Airlines из Аддис-Абебы в Морони с посадкой в Дар-эс-Саламе, а рейс Turkish Airlines из Морони в Стамбул с посадкой на Сейшельских Островах.

## Аварии и происшествия
- 23 ноября 1996 года произошла катастрофа Boeing 767 возле Коморских островов. Боинг 767-200ER, летевший из Аддис-Абебы в Абиджан с несколькими остановками, был угнан над Эфиопией тремя эфиопами, искавшими убежища в Австралии. Через три часа самолет совершил аварийную посадку на воду, когда у него закончилось топливо. 125 из 175 пассажиров и членов экипажа погибли, включая троих угонщиков. Первоначальное решение пилота приземлиться в аэропорту было сорвано из-за нехватки топлива[4].
- 30 июня 2009 года произошла катастрофа A310 под Морони. Airbus A310 следовавший из Йемена в Морони, разбился в Индийском океане при заходе на посадку в аэропорт. 152 из 153 человек, находившихся на борту, погибли[5].
- 27 ноября 2012 года самолет Int’Air Îles Embraer EMB 120 Brasilia (регистрационный номер D6-HUA) следовал из Морони на Ндзуани чартерным рейсом с 25 пассажирами и 4 членами экипажа, когда после взлета самолёт потерял высоту и при попытке вернуться в аэропорт приземлился на воду в 200 метрах от берега, примерно в 5 км к северу от аэропорта. Местные рыбаки спасли всех, кто находился на борту. Пассажиры и экипаж получили легкие травмы[6].